# North American Football Confederation
North American Football Confederation blev grundlagt i 1946 og var forløber til CONCACAF. Det var det styrende organ indenfor fodbold i Nordamerika indtil det fusionerede med Confederación Centroamericana y del Caribe de Futbol for at danne CONCACAF.
Den første præsident for NAFC var Carlos Alonso, der blev valgt den 19. december 1946 i Havana.
NAFC-navnet blev kortvarigt genoplivet i begyndelsen af 1990'erne for at finde en nordamerikansk mester. Genoplivningen blev opgivet med oprettelsen af Gold Cup.

## Lande
Følgende lande var repræsenteret i NAFC:
- Canada
- Cuba
- Mexico
- USA

## NAFC Championship
Fire turneringer blev afholdt under navnet NAFC Championship. Vinderne var:
- 1947 - Mexico
- 1949 - Mexico
- 1990 - Canada
- 1991 - Mexico